# Aleksandra Kornhauser Frazer
Aleksandra Kornhauser Frazer (n. 26 septembrie 1926, Virmaše, Comuna Škofja Loka, Slovenia – d. 17 mai 2020, Ljubljana, Slovenia) a fost o chimistă slovenă. A fost profesoară de chimie la Facultatea de Științe Naturale și Inginerie și directoare a Centrului Internațional de Studii Chimice din cadrul Universității din Ljubljana, Slovenia.

## Biografie

### Tinerețea
S-a născută într-o familie bogată și a primit la naștere numele de Aleksandra Caleari. A avut cinci frați. Tatăl ei era proprietarul unei companii de exploatare a lemnului din Škofja Loka, care avea să se transforme mai târziu în compania Jelovica. Familia Caleari și-a pierdut averea în timpul Marii Crize Economice din anii 1930, iar Aleksandra a crescut într-o sărăcie relativă și s-a simțit marginalizată. În 1942, în timpul celui de-al Doilea Război Mondial, Aleksandra Caleari (care avea atunci vârsta de 15 ani) a început să conducă o organizație de tineret care-i sprijinea pe partizani. Tatăl ei a fost internat în lagărul de concentrare de la Begunje, iar familia a fost obligată să presteze muncă forțată în lagăre din Germania, dar toți au supraviețuit războiului. Aleksandra Caleari a absolvit după război o școală normală și a predat o scurtă perioadă în orașele Kamnik și Domžale, iar începând din 1948 a urmat studii universitare de chimie la Facultatea de Științe și Tehnologie a Universității din Ljubljana, dar, din cauza morții tatălui ei, a fost nevoită să renunțe la bursă și să se angajeze.

### Carieră
În perioada 1954-1980 a efectuat cercetări ample cu privire la alcaloizi și antibiotice pentru companiile farmaceutice. A continuat să studieze noaptea, după ce venea de la serviciu, și a absolvit cursurile Facultății de Științe și Tehnologie în 1963, după care, doi ani mai târziu, și-a susținut teza de doctorat în chimie sub îndrumarea prof. dr. Marija Perpar. Aleksandra Kornhauser a predat chimia organică la Academia Pedagogică din Ljubljana începând din 1965 și a îndeplinit funcția de decan al acestei instituții în perioada 1966-1969. În perioada următoare a devenit profesor asociat (1969) și apoi profesor titular (1976) de chimie la Facultatea de Științe și Tehnologie din cadrul Universității din Ljubljana. A coordonat un program de predare a chimiei din 1971 și un program de informatică chimică din 1982.
Începând din 1980 a combinat cercetările din domeniul chimiei cu susținerea de prelegeri și a condus o serie de proiecte interne și internaționale privind învățământul în domeniul chimiei, protecția mediului și dezvoltarea durabilă pentru Uniunea Europeană, PNUD, UNESCO, Organizația Internațională a Muncii, Banca Mondială și Agenția Statelor Unite pentru Protecția Mediului. În perioada următoare a fost implicată în special în promovarea tehnologiilor curate, iar în 1999 a devenit prima femeie de știință care a primit premiul japonez Honda pentru contribuția sa la dezvoltarea și aplicarea metodelor de sinteză multidisciplinară a cunoștințelor, în special în domeniul dezvoltării tehnologiilor curate și protecției mediului.
În anii 1960 și 1970 a activat în politică și a ocupat, printre altele, funcția de vicepreședinte al Consiliului Executiv al Sloveniei (în perioada președinției lui Stane Kavčič), fiind responsabilă cu problemele economice, științifice, culturale și sanitare. După trei ani de mandat (1970-1973), s-a întors în mediul academic.
Aleksandra Kornhauser Frazer a colaborat cu universități din Elveția, Marea Britanie și SUA, iar pe plan intern a susținut prelegeri la peste 60 de seminarii și conferințe internaționale. A fost membru al Consiliului Națiunilor Unite, al Academiei Mondiale de Științe și Arte și al Academiei Europaea din Londra (din 1988), precum și președinte al Comunității de cercetare din Slovenia (1974-1980) și al Comitetului iugoslav pentru știință de la UNESCO (1979-1990) și director al Centrului Internațional UNESCO pentru Studii Chimice (din 1981), și a primit., printre altele, Medalia Laurent Lavoisier a Académie de Pharmacie (Franța) și Premiul Memorial Robert Brasted al American Chemical Society (SUA).
A activat profesional până la vârsta de 90 de ani, când și-a încheiat mandatul de decan al Școlii Postuniversitare Internaționale „Jožef Stefan” din Ljubljana. În 1997 a primit Premiul Zois pentru întreaga activitate desfășurată pe tot parcursul vieții, cel mai important premiu științific din Slovenia. A fost desemnată, de asemenea, cetățean de onoare al orașului Ljubljana.

### Viața personală
Aleksandra Kornhauser Frazer a fost căsătorită de două ori. Primul ei soț a fost medicul sloven Pavle Kornhauser, iar al doilea soț al ei a fost chimistul britanic Malcolm Frazer, profesor de chimie la University of East Anglia și ulterior director executiv al Consiliului pentru acordarea titlurilor academice naționale. Ea a păstrat ambele nume de familie ale soților ei. A murit în mai 2020, la vârsta de 93 de ani.